# 胡德号战列巡洋舰
胡德号（英語：HMS Hood；舷號：51）為英國皇家海軍海軍上將級戰鬥巡洋艦首艦，為因應第一次世界大戰而興建，同時也是英国建造的最后一艘战列巡洋舰。艦名出自18世紀英国皇家海军上将塞缪尔·胡德子爵，乃历史上第4艘以“胡德”（Hood）命名的军舰。1916年5月31日爆發的日德蘭海戰，使胡德號的設計浮現出許多問題，導致胡德號的設計在建造的四年中不斷變更，加上英國海軍部決定設計全新的戰鬥巡洋艦級，胡德號也因此成為唯一建成的海軍上將級戰鬥巡洋艦，而這個新的戰鬥巡洋艦級後來被稱為G3級戰鬥巡洋艦，不過該級艦從未被建造出來。胡德號啟用後的20年間，儘管有許多更新且更為現代的軍艦出現，胡德號仍舊佔據世界上最大軍艦的寶座，她的暱稱「全能的胡德」（The Mighty Hood）也反映出胡德號在當時的知名程度。
胡德號在1920年啟用後，直到1939年第二次世界大戰爆發為止，曾做為旗艦在地中海參加過多次演習，以及1923年至1924年的環球航行。1935年第二次義大利衣索比亞戰爭爆發後，胡德號曾附屬於地中海艦隊中，次年西班牙內戰爆發後，胡德號正式劃歸至該艦隊，後為了進行大修才於1939年返回英國本土。艦砲科技的進步，相對削減了胡德號的戰力，胡德號為此排定於1941年進行全面改造，然而1939年9月第二次世界大戰爆發，迫使胡德號提前返回現役，沒能接受改造工程。
英國對德宣戰時，胡德號正在冰島一帶海域執行任務。此後幾個月裡，胡德號在冰島與挪威海一帶，獵捕德軍的通商破壞艦和突圍艦。迅速對動力系統進行大修後，胡德號作為H艦隊旗艦，對停泊在凱比爾港的法國軍艦發動襲擊。卸除H艦隊旗艦一職後，胡德號被調往斯卡帕灣海域進行護衛任務，同時防範可能來犯的德軍艦隊。
1941年5月，胡德號與威爾斯親王號戰艦，受命前往大西洋攔截準備在該海域襲擊船團的俾斯麥號戰列艦和歐根親王號重巡洋艦。1941年5月24日早晨，胡德號在作戰中遭數枚炮彈命中後，便迅速爆炸並沉沒，整個過程僅經過三分鐘，而艦上1,418名官兵僅3人倖存。英國民眾心目中無敵的胡德號沉沒，大大的打擊了英國的士氣。
皇家海軍對胡德號迅速沉沒的原因進行過兩次調查。第一次是在胡德號沉沒後沒多久，結果認為俾斯麥號的一發炮彈擊穿了胡德號的裝甲，引爆位於胡德號船尾的彈藥庫。但有人認為，是次的調查委員會沒有考慮到艦上魚雷爆炸等，其他導致胡德號沉沒的因素，所以皇家海軍為此又展開一次調查。雖然這次的調查比前次更加仔細，但調查結果卻與前次相同。儘管官方早已定調胡德號的沉沒原因，但仍有部分的歷史學者認為魚雷爆炸致使胡德號沉沒，也有部分認為胡德號的某座炮塔內發生爆炸，並引燃了下方的炮塔彈藥庫。也有一部分學者專注在尋找彈藥庫爆炸的起因。胡德號的船骸發現於2001年，船骸上的損傷也證實了先前兩次調查的結論，但真正導致彈藥庫殉爆的原因，也因為周遭區塊被炸毀而仍不得而知。

## 設計與船隻概况

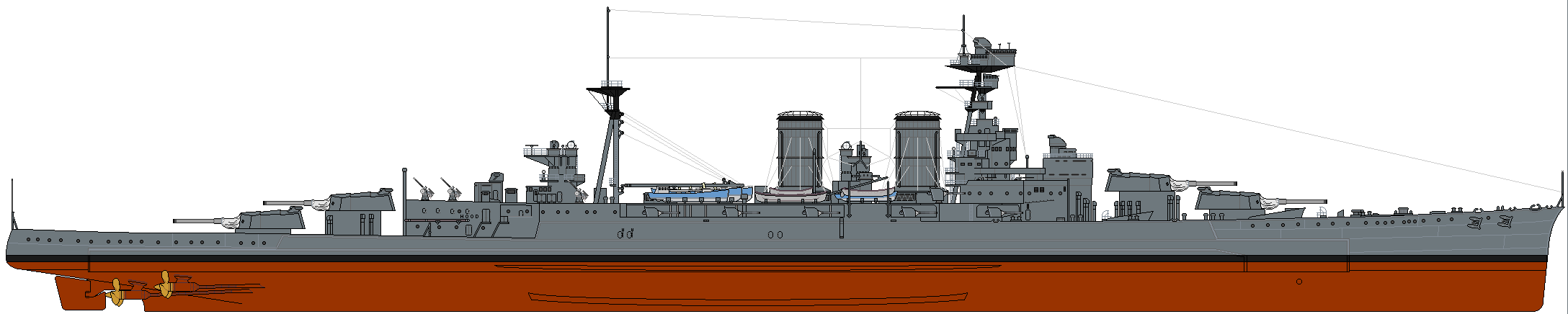
1921年時，塗有大西洋艦隊深灰色塗裝（Atlantic Fleet dark grey）的胡德號側視圖

海軍上將級戰鬥巡洋艦係為了對抗德國馬肯森級大巡洋艦而設計，據報該級艦擁有比英國當時最新的聲望級和勇敢級戰鬥巡洋艦更強大的武裝，以及更厚實的裝甲。在日德蘭海戰過後，海軍上將級戰鬥巡洋艦的設計做了不少更動，例如增厚船艦的裝甲厚度，該級艦共安放了四艘龍骨。但是為了彌補德軍潛艇襲擊下造成的損失，這四艘海軍上將級戰鬥巡洋艦中，只有胡德號一艘完工服役，其餘三艘的建造工程因其昂貴的造價，加上建造所需的勞力和原物料能轉用於興建新的商船，而未曾完工。
胡德號比起她的前輩聲望級，尺寸明顯大上不少。胡德號全長860英尺7英寸（262.3），船體最大寬度104英尺2英寸（31.8），船隻滿載（46,680長噸；47,430公噸）時的吃水深度為32英尺（9.8），而排水量則為42,670長噸（43,350公噸），長寬比聲望級多出110英尺（33.5）和14英尺（4.3），酬載能力則多出13,000長噸（13,210公噸）。胡德號全船採用雙層底設計。在滿載時的穩心高度為4.2英尺（1.3），而此時的船隻晃動程度最低，能為艦上的火炮提供平穩的射擊環境。
在建造階段增設的船隻裝甲，使胡德號滿載時的吃水深度增加約4英尺（1.2），降低了乾舷的高度，導致海水時常沖上胡德號。全速航行或是海象不佳時，海水會跑上胡德號的後甲板，或是漫進住艙，甚至是透過通風管道跑進船員的生活區域。此情也使胡德號得到「海軍最大潛艇」（The largest submarine in the Navy）的外號。船上一直處於潮濕狀態，加上不良的通風狀況，被認為是胡德號船員結核病頻發的原因。胡德號的船員數量曾多次大幅度變動，在1919年作為分艦隊旗艦時，胡德號上共有1,433名船員，等到了1934年，其上則有81名軍官和1244名水手。
24座的亞羅鍋爐，連接著驅動四具船槳的布朗-柯蒂斯（Brown-Curtis）齒輪傳動蒸汽渦輪發動機，組成了胡德號的推進系統。該部渦輪發動機原先預計提供胡德號144,000匹軸馬力（107,000千瓦特）動力，最高航速可達31節（57每小時；36英里每小時），而在1920年經過試航後，其實際的動力輸出為151,280匹軸馬力（112,810千瓦特），最高航速可達32.07節（59.39每小時；36.91英里每小時）。在搭載3,895長噸（3,958公噸）燃油的情況下，胡德號能以14節（26每小時；16英里每小時）的航速持續航行7,500海里（13,900；8,600英里）。

### 武器設備

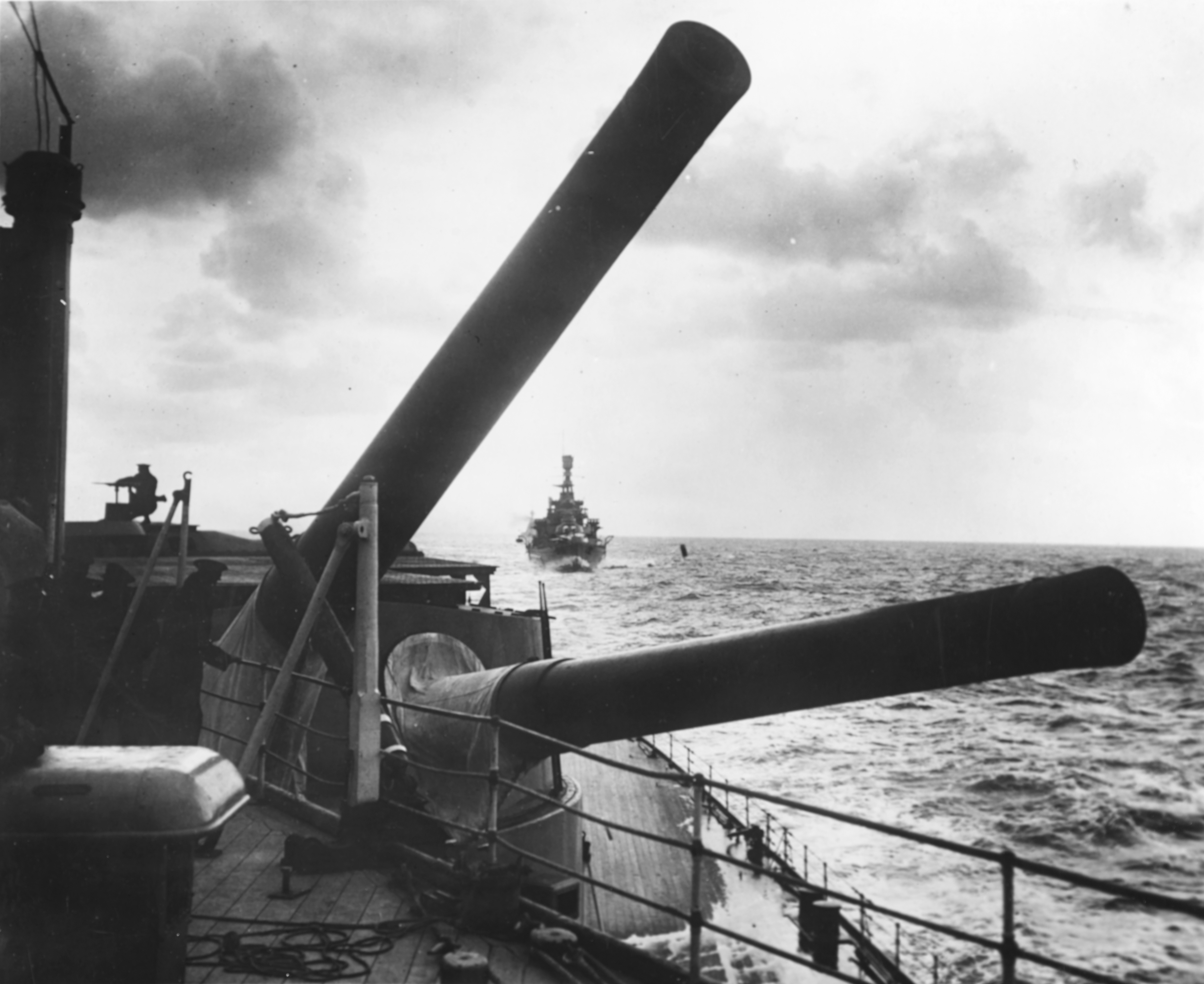
1926年，胡德號艦尾15英吋主炮的特寫，此時的火炮正朝向炮塔可旋轉的最大角度，覆蓋著船艏左舷船艙，若以這種狀態開火，炮口焰會損傷船艦甲板和上層建築

胡德號的主炮為4座液壓動力雙聯裝炮塔，共裝有8門42倍徑BL 15英寸（380） Mark I艦炮，最大俯角和仰角，分別為−5°與+30°。以最大仰角射擊1,920磅（870）重的炮彈時，該火炮的最大射程為30,180碼（27,600）。而這四座炮塔的代號，由前至後分別為「A」、「B」、「X」和「Y」，每門主炮則配有120發炮彈。
胡德號的次要武器有12門50倍徑BL 5.5英寸（140） Mark I艦炮，每門火炮配有200發炮彈。這12門火砲依序安裝在上甲板和前遮蔽甲板（Forward shelter deck）上的樞軸炮架，並且都有各自的炮盾。較高的安裝位置，讓它們能夠在天氣不佳時使用，同時也比其他較舊的英國主力艦安裝在炮廊中的火炮，更不受海浪與浪花影響。位於前遮蔽甲板上的兩門5.5英吋炮，曾在1938到1939年間，短暫替換成QF 4英寸（100） Mk V防空炮，而所有的5.5英吋炮則在1940年的一次改裝中悉數移除。此炮射擊82磅（37）重的炮彈時，最大射程為17,770碼（16,250）。
胡德號一開始的防空武器則有4門單裝QF 4英吋 Mk V防空炮。在1939年早期，胡德號加裝了2座雙聯裝45倍徑QF 4英寸（100） Mark XVI高平兩用砲。所有的單裝4英吋防空炮，於1939年年中全部移除，並隨後在1940年初安裝了3座雙聯裝Mark XIX炮架。這些火炮的俯仰角為−10°到+80°。Mark XVI高平兩用砲每分鐘能射擊12發35磅（16）高爆彈，炮口初速為2,660英尺每秒（810每秒）。對付水面目標時，該炮射程為19,850碼（18,150），對付空中目標時的炮彈最大升限為39,000英尺（12,000），不過實用防空射程距離該高度短上許多。
1931年，胡德號煙囪兩旁的遮蔽甲板上，增設了一對八聯裝40（1.6英寸）QF 2磅 Mark VIII 「砰砰炮」，第3座同型火炮則增設於1937年。這3座火炮炮架的最大俯仰角為−10°至+80°，每分鐘能射擊96至98發炮彈，射擊40（1.6英寸）口徑、重0.91磅（0.41）的炮彈時，炮口初速為1,920英尺每秒（590每秒）。
1933年和1937年，胡德號先後安裝了2對四聯裝維克斯0.5英寸（13） Mark III重機槍。此種槍架的最大俯仰角為−10°和+70°。射擊1.326盎司（37.6克）重的子彈時的槍口初速為2,520英尺每秒（770每秒），最遠射程約為5,000碼（4,600），有效射程則為800碼（730）。1940年時，胡德號加裝了5座UP火箭彈發射器，每座發射器有20個7英寸（180）火箭發射管，火箭彈發射出去後，會將一條帶有降落傘的纜繩帶到空中，當空中的纜繩卡到經過的飛機上時，纜繩會將小型的空投雷帶起，藉此摧毀飛機。
最初在胡德號上，裝有6管固定式魚雷發射管，並平均安裝在船的兩舷，其中2管位於水下、「A」炮塔彈藥庫的兩側，其他的魚雷發射管皆位於水面上，安裝在後煙囪艦艉區域。胡德號使用的Mark IV型魚雷，彈頭內攜有515磅（234）的TNT炸藥，並有兩種速度與射程設定，一是以25節（46每小時；29英里每小時）前進，最大射程為13,500碼（12,300），二是以40節（74每小時；46英里每小時）前進，最大射程為5,000碼（4,600）。胡德號艦上通常則會攜帶約28枚魚雷。

### 火控設備

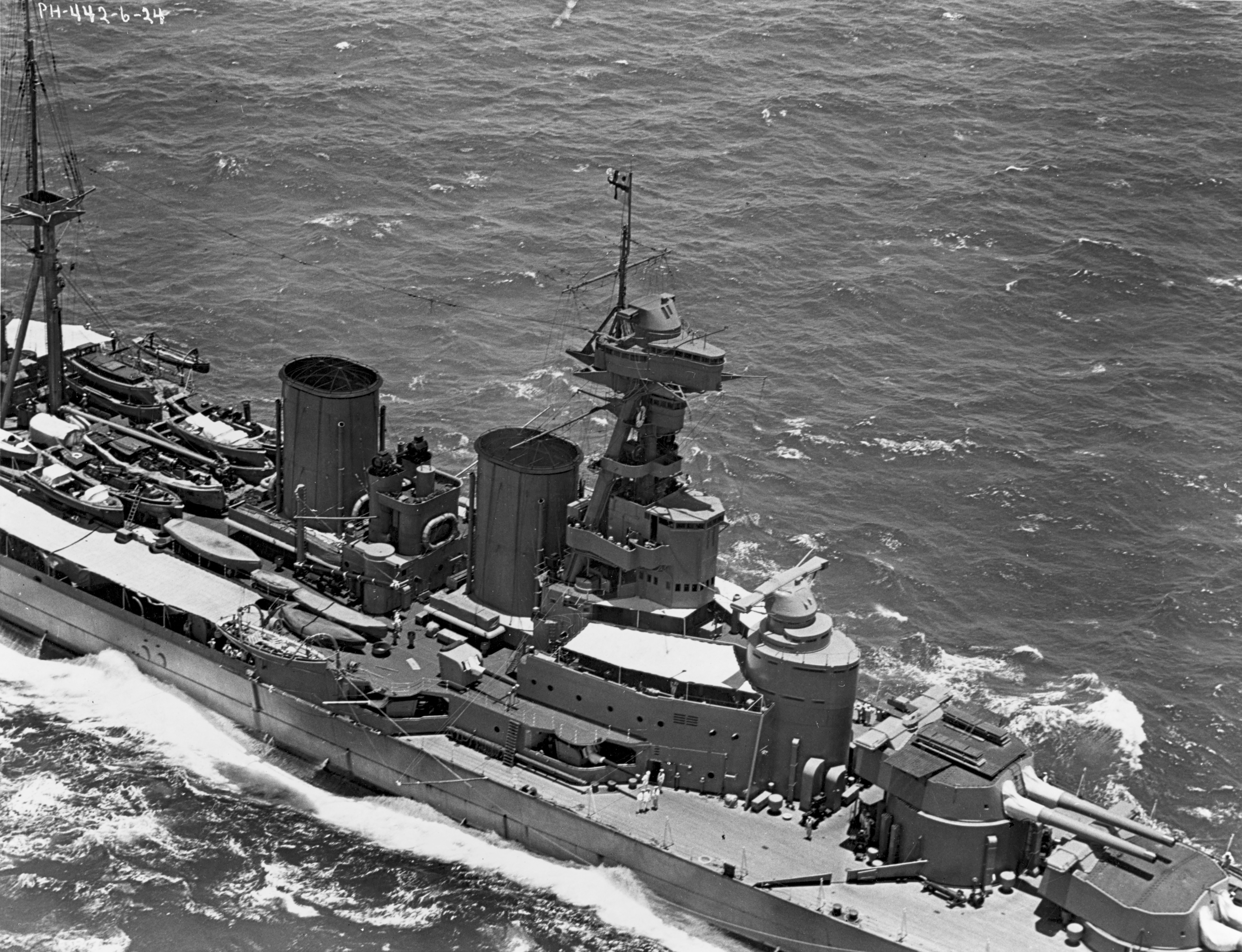
從空中俯瞰胡德號的景象，攝於1924年。可以看到胡德號的兩個前炮塔，以及從它們後方凸出的測距儀。炮塔後方的是司令塔，其上方聳立著主要火控指揮儀和它的測距儀。次要武器指揮儀則安裝在三腳前桅的瞭望臺上

胡德號在完工時共有兩套火控系統，一座安裝於司令塔上方，裝有30英尺（9.1）長的測距儀和裝甲保護罩。而另一座則安裝於三腳前桅上的瞭望臺，並配有15英尺（4.6）長的測距儀。每座主炮塔皆裝有一具30英尺（9.1）長的測距儀。次要武器大多透過艦橋各側的指揮儀（Director）控制。1924年至1925年的這段期間，胡德號的前桅樓（Fore-top）裡，增設了兩個裝有9英尺（2.7）測距儀的次要武器操作裝置。位於船尾控制區的簡易型高角度2（6英尺7英寸）測距儀，則用來操控胡德號的防空武器，安裝1926年與1927年間。同樣在完工時，胡德號上總共有三座魚雷射控塔，每座皆配有一個15英尺（4.6）長的測距儀。其中兩座安裝在艦舯控制塔的兩側，第三座則位於艦尾控制區的的中間。
1929年至1931年進行的改造工程中，胡德號的後探照燈平台上，安裝了一具HACS Mark I 高角度射控系統指揮儀，後觀測臺原先要安裝兩具給砰砰炮使用的防空指揮儀，但在這次改造裡只安裝了一具。在1932年改造時，5.5英吋炮的操控裝置與安裝在瞭望臺的測距儀被拆除。然後1934年時，之前安裝好的砰砰炮防空指揮儀被遷移到原本安裝5.5英吋炮操控裝置的地方，給5.5英吋炮操控裝置使用的9英尺（2.7）測距儀則安裝到了信號臺上。2年後，為了不受煙囪排放出來的廢氣影響，砰砰炮防空指揮儀重新安裝到了艦橋內後面的角落。1938年，胡德後上層建築的後部增設了一具砰砰炮防空指揮儀，位於HACS指揮儀的後方。次年，艉部信號臺加裝了兩部HACS Mark III型指揮儀，並取代同樣位於艉部的Mark I型指揮儀。胡德號在1941年進行最後一次改裝時，安裝了一具279型對空警戒雷達和284型炮用雷達，但根據作家約翰·羅伯茲（John Robert）的說法，274型雷達除缺少接收天線外，也沒辦法被船員操縱。

### 防護構造
胡德號最初的裝甲設計以虎號戰列巡洋艦為基礎，擁有8英寸（200）厚的水線裝甲帶。不過與虎號不同，胡德號的裝甲從水線向外傾斜12°，以此在受到炮彈以低角度彈道擊中時，增加裝甲的相對厚度。雖說這樣的設計的確有效，但也會使脆弱的甲板裝甲面積增加，降低船隻面對俯射時的防禦能力。1916年下旬，英國人根據在日德蘭海戰得到的教訓，將胡德號的裝甲增加了5,000長噸（5,100公噸），導致她的吃水深度增加同時輕微減低了航速。而為了節省工時，英國人選擇直接把胡德號現有的裝甲增厚，使胡德號的排水量有33%為防護結構所佔用，雖說這個數值高過其他英國艦艇，但還是低於同代的德國船隻，例如德國海軍興登堡號戰鬥巡洋艦的防護結構，就佔自身排水量的36%。

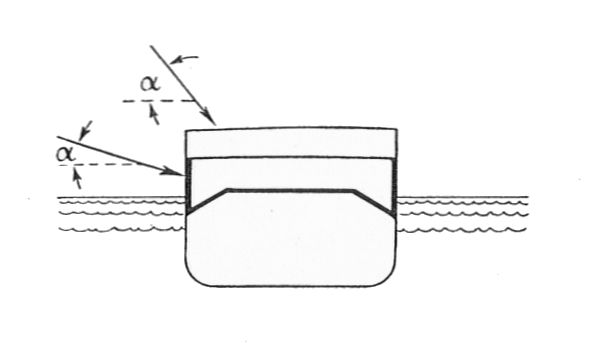
俯射：若炮彈襲來的角度越大，命中較薄甲板裝甲的機會越大

胡德號的裝甲帶採用表面硬化的克魯伯接合裝甲，並排列成三層列板。主水線裝甲帶在「A」和「Y」炮塔炮座之間時的厚度為12英寸（300），然後向船頭和船尾附近漸漸收縮到5—6英寸（130—150）厚。中間裝甲帶最大厚度為7英寸（180），最大厚度的區塊長度，水線裝甲帶最厚的區塊一樣，然後向「A」炮塔炮座兩側，逐漸收縮至5英寸（130）厚。上層裝甲帶在舯部時的厚度為5英寸（130），並且向「A」炮塔炮座和船尾延伸，而往船尾延伸的部分，厚度則只有4英寸（100）厚。
除了頂部僅有5英寸（130）厚以外，胡德號的炮塔及炮座皆由11—15英寸（280—380）厚的克魯伯接合裝甲所保護。甲板則使用高強度鋼（High-tensile steel）建成，艏樓甲板厚度為1.75—2英寸（44—51）不等，在彈藥庫上的上甲板為2英寸（51）厚，而其餘部分的厚度則為0.75英寸（19）。在彈藥庫上方的主甲板厚3英寸（76），與主水線裝甲帶匯合部位的斜坡則厚2英寸（51），其餘部位則是1英寸（25）厚。在傳動軸上方的下層甲板厚3英寸（76），彈藥庫上的則厚2英寸（51），其餘部位則為1英寸（25）厚。

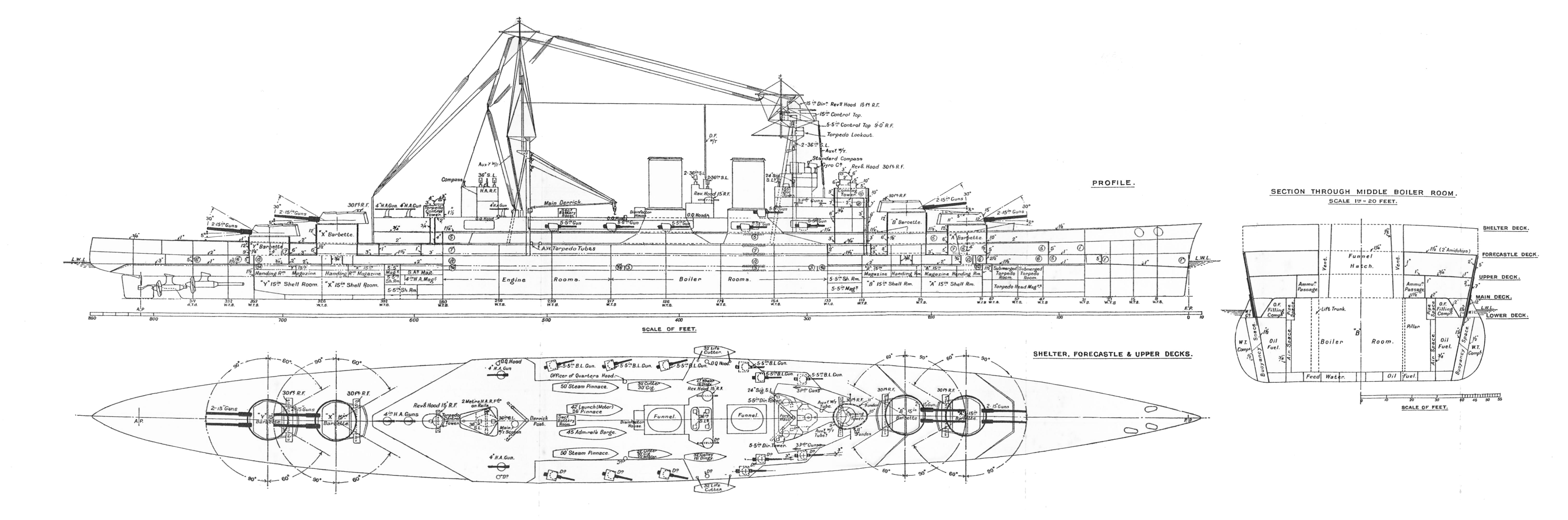
胡德號的船艙、甲板和火炮位置及配置剖視圖

在完工前的最後階段，胡德號的主甲板層增設了3英寸（76）厚的船板，為了抵銷多出的重量，位於船尾的4門5.5英吋炮和部分供該炮使用的彈藥起重機被移除。在實彈試射時，使用新型的15英吋被帽穿甲彈（Armour-piercing, capped；APC）對胡德號的等尺寸模型射擊時，能夠擊穿該艦的7英吋中間裝甲帶和2英吋厚的主甲板斜坡，並命中該艦的重要部位。因此有人在1919年7月時提議，將前後彈藥庫的裝甲分別增厚至5與6英吋。同樣為了抵銷多出的重量，胡德號的兩管水下魚雷發射管，和後方用來保護魚雷彈頭的裝甲被移除，艉部魚雷控制塔的裝甲也從原先的6英寸（150）減少到1.5英寸（38）。不過要一直到之後的幾次試驗結束後，這些額外的裝甲才安裝上去。胡德號竣工後，容易因俯射火力與炸彈受損的問題仍舊存在。保護魚雷彈頭的裝甲也在1929年至1931年的大改造中重新安裝了回去。
胡德號裝有7.5英尺（2.3）深的防雷鼓包，包覆著船隻前部與後炮塔炮座之間的區域。它分為兩個內外兩個部分，外部為空心隔艙，內部則有5排水密「衝擊管」（Crushing tubes），以吸收並分散魚雷爆炸時的威力。胡德號的防雷鼓包的外壁為1.5英寸（38）厚的防魚雷艙壁。

### 飛機

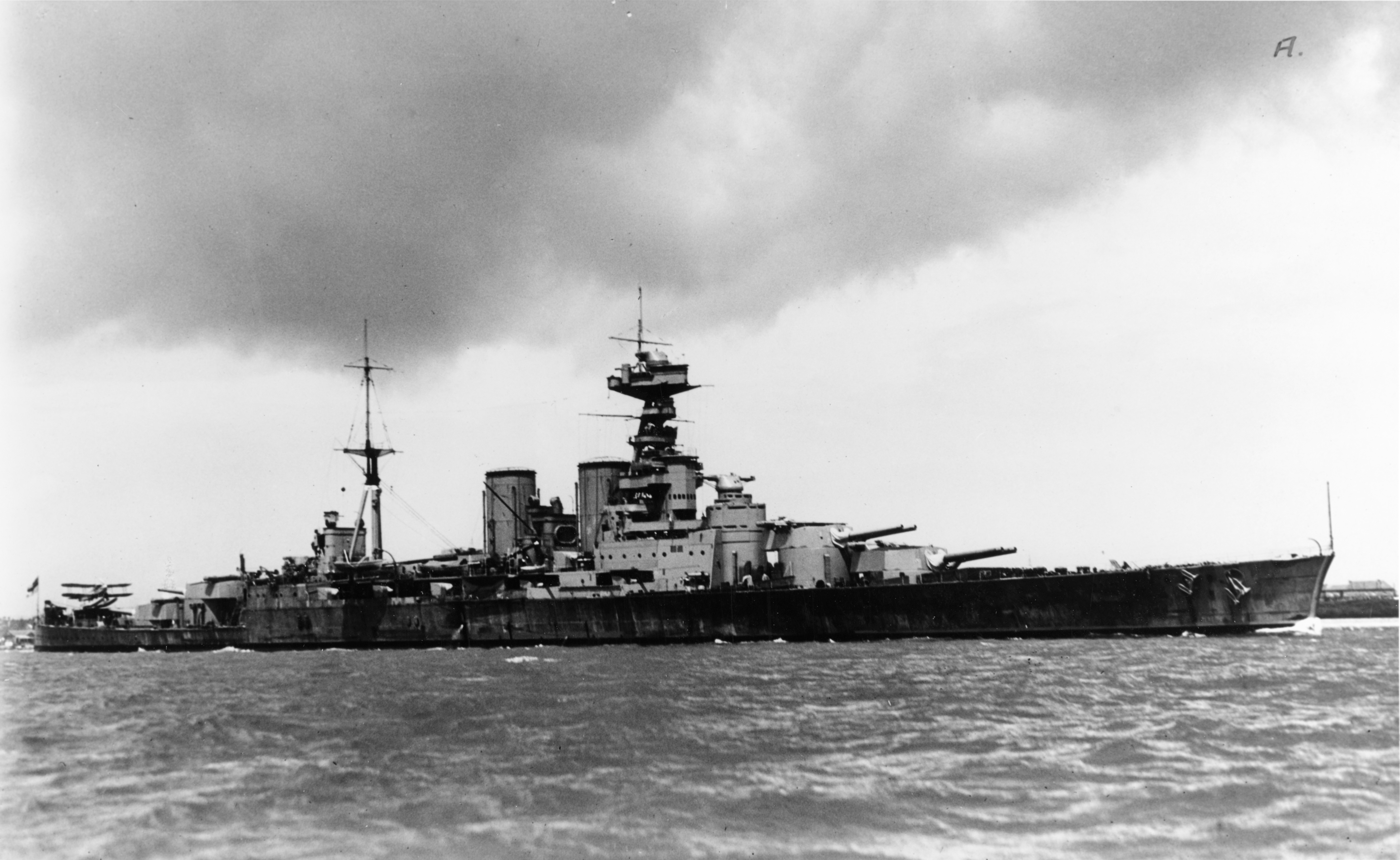
1932年，安裝飛機彈射器後的胡德號，可以看到艦尾上的菲爾利III型（Fairey III）飛機

胡德號最初在「B」、「Y」兩炮塔上裝有給菲爾利霸鶲型飛機的起飛平台。1929年至1931年的大改造中，安裝在後甲板上的折疊式飛機彈射器與回收水上飛機的起重機，取代了「X」炮塔上的起飛平台。改造過後的胡德號會搭載一架來自英國空軍444小隊（No. 444 Flight）的菲爾利IIIF型雙翼機。在1932年西印度群島巡航時，該彈射器在天氣不佳時，常常會泡在水裡，變成只能在海象平穩時進行操作。到最後，彈射器和用來回收飛機的起重機，跟著「B」炮塔上的平台一起，於1932年時移除。

### 戰鬥巡洋艦與高速戰艦之爭
在英國海軍的分類中，胡德號被劃分在戰鬥巡洋艦之中，但安東尼·普雷特森等現代作家認為，胡德號比高速戰艦的伊麗莎白女王級戰列艦更為先進，並將其歸類為高速戰艦。在文件紀錄中，胡德號擁有與伊莉莎白級戰艦同級的武裝及防護，但速度卻比後者明顯快上許多.。

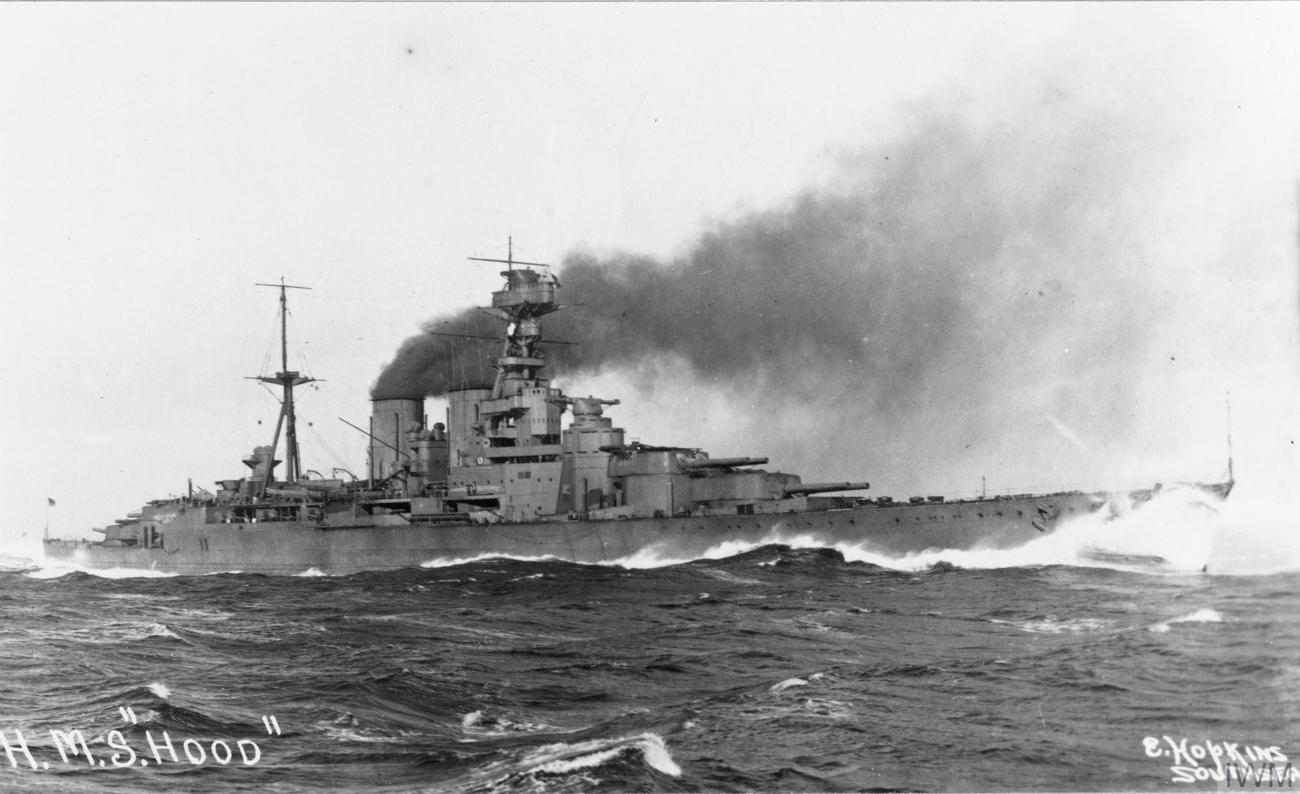
1910年代，正在進行航速測試的胡德號

1918年左右，美國駐歐海軍司令官威廉·西姆斯海軍中將、美國海軍大西洋艦隊司令官亨利·湯瑪斯·梅奧海軍上將和一群美國海軍指揮官，對胡德號印象十分的深刻，並將胡德號稱作高速戰艦，提倡美國海軍應該發展自己的高速戰艦。然而美國繼續依照按照既有造艦計畫，興建較慢但防護較嚴實的南達科他級戰列艦，以及裝甲較少但速度較快的列星頓級戰鬥巡洋艦，但由於華盛頓海軍條約的簽署而中止建造。
不過胡德號造成的影響，能夠在列星頓級戰鬥巡洋艦的設計中看到，該級艦減少了主裝甲帶規模並改用傾斜裝甲，在原先水面上安裝4管魚雷發射管的基礎上，另外又增設了4管水下魚雷發射管。為了要擾人耳目，當時的英國海軍文件會把極速超過24節（44每小時；28英里每小時）的戰艦，通通稱呼為戰鬥巡洋艦，不論其裝甲防護能力。未曾興建的G3級戰鬥巡洋艦便是一個實例，該級比胡德號更像高速戰艦，卻依舊稱呼為戰鬥巡洋艦。
胡德號的防護能力雖然能夠應付日德蘭海戰年代的船艦，但在1920年胡德號完工後，配備16英寸（410）的主力艦開始迅速出現，例如美國的科羅拉多級戰艦和日本的長門級戰艦，面對這些新世代的船艦，胡德號的裝甲是不足以應對的。英國海軍充分意識到，儘管設計上做了修改，但是胡德號裝甲保護的缺陷仍舊存在，所以他們將胡德號設計成戰鬥巡洋艦，而她的生涯大多也是在戰鬥巡洋艦分艦隊中度過。胡德號在生涯末期，她的裝甲保護雖然比不上其他第二次世界大戰時期的高速戰艦，但她是少數能夠追上俾斯麥號戰列艦的「大炮」（Big gun）戰艦，而英國海軍部在1941年派遣胡德號等戰艦，出海攻擊俾斯麥號。

## 建造過程
1916年9月1日，約翰·布朗造船廠於蘇格蘭克萊德班克開始建造胡德號。英國在日德蘭海戰中喪失3艘戰鬥巡洋艦之後，給胡德號增設了5,000公噸的裝甲。最主要的問題在於，原本三層甲板的設計，預想由上層甲板引爆來襲炮火，然後由下兩層甲板阻擋炮彈爆炸的威力。然而第一次世界大戰尾聲出現的延遲引爆炮彈，使得這種設計的效用變低，炮彈能夠在保持完整的情況下，擊穿裝甲薄弱的甲板層，然後在船隻內部爆炸。除此之外，胡德號的重量已經嚴重超出原本的設計，不但容易使水漫上胡德號，也使得艦上建築的承重壓力大幅提高。
1918年8月22日胡德號下水，儀式由賀拉斯·胡德（薩繆爾·胡德海軍上將的曾曾孫）的遺孀主持。賀拉斯·胡德在日德蘭海戰時殉職，其乘坐的無敵號戰鬥巡洋艦，為第3戰列巡洋艦分艦隊之旗艦，同時也是在該次海戰中沉沒的三艘英國戰列巡洋艦之一。下水儀式後，造船廠為了空出位置給商船，胡德號航行至羅塞斯進行艤裝工程，艤裝工程則在1920年1月9日完成。海試結束後，胡德號於1920年5月15日啟用，由威爾弗雷德·湯姆金森上校擔任艦長。胡德號的興建費用為6,025,000英鎊。
胡德號擁有一對顯眼的煙囪與瘦長的外型，被許多人認為是最好看的戰艦之一。而在胡德號啟用後的20年裡，她一直是世界上最大艘的現役軍艦。胡德號的尺寸與強大的武裝，除了替自己獲得了「全能的胡德」（Mighty Hood）這一稱號外，她同時也象徵著大英帝國的強大國力。

## 戰間期
胡德號啟用後，很快便成為英國海軍大西洋艦隊戰鬥巡洋艦分艦隊之旗艦，並由海軍少將羅傑·凱爾斯指揮。1920年，於斯堪地那維亞海域的巡弋任務結束後，胡德號改由傑佛瑞·麥克沃斯（Geoffrey Mackworth）上校接手指揮。1921年與1922年時的胡德號，與戰鬥巡洋艦分艦隊航行至巴西及西印度群島後，改任地中海艦隊旗艦，前往地中海與該艦隊一同進行訓練。
1923年11月，胡德號在約翰·恩圖爾斯上校指揮下，與反擊號戰鬥巡洋艦及數艘第1輕型巡洋艦分艦隊的達那厄級巡洋艦一起，由西向東航經巴拿馬運河，進行了一次世界巡遊，藉此提醒自治領們對英國海權的依賴，並鼓勵他們提供金錢、船隻和設施等協助。胡德號在10個月裡，到訪南非、印度、澳大利亞、紐西蘭、加拿大、美國，以及其他較小的殖民地跟附屬國，最後在1924年10月回到了英國本土。

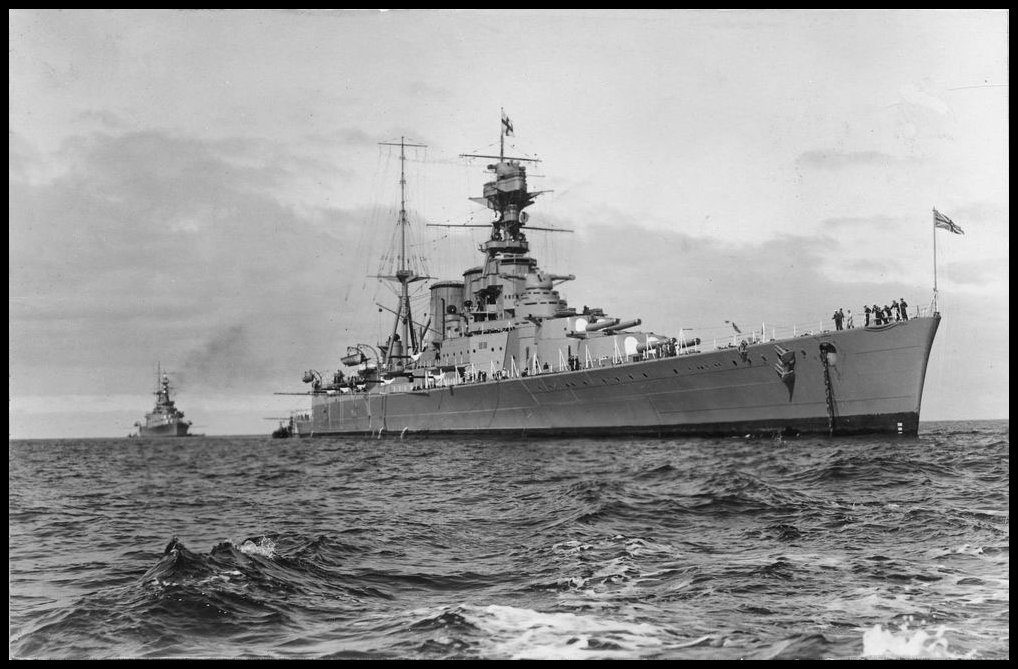
正在進行世界巡遊的胡德號（前頭）與反擊號（後方），攝於1924年的澳大利亞南方

1924年4月，巡遊艦隊護送澳洲的澳大利亞號戰列巡洋艦出海，澳洲為遵守華盛頓海軍條約，而將把該艦鑿沉。1925年1月，戰鬥巡洋艦分艦隊到訪里斯本，參加當地為瓦斯科·達伽馬舉辦的慶祝活動，之後又前往地中海參加演習。胡德號在往後的十年裡，不斷重複著這個模式，前往地中海進行冬季訓練。1925年4月30日，哈羅德·雷諾德（Harold Reinold）上校接替約翰·恩圖爾斯，然後在1927年5月21日，又由威爾弗雷德·弗倫奇上校接替哈羅德的職位，負責指揮胡德號。
1929年5月1日到1931年3月10日，胡德號大修結束後，重新接任戰鬥巡洋艦分艦隊的旗艦，並由朱利安·帕特森接掌指揮。同年稍晚，胡德號的船員參與了因弗戈登譁變，以抗議政府削減水兵的薪資待遇。譁變和平結束後，胡德號回到了母港。1932年初，戰鬥巡洋艦分艦隊前往加勒比地區巡弋，而胡德號在同年3月31日至5月10日，於樸茨茅斯進行整修。托馬斯·賓尼（Thomas Binney）上校於1932年8月15日接任胡德號指揮職務，胡德號則在次年繼續前往地中海進行冬季巡弋訓練。1933年8月30日，托馬斯·賓尼的職位由湯瑪士·陶爾（Thomas Tower）上校接任。1934年8月1日至9月5日，胡德號進行了一次小改裝，重新布局艦上次要武器和防空武器的火控指揮儀。
1935年1月23日，準備到地中海巡弋的胡德號，在前往直布羅陀時被聲望號戰鬥巡洋艦撞擊船隻左舷的後甲板。撞擊使得胡德號左舷外側的螺旋槳受到一些損傷，並留下了一個18英寸（460）的凹痕，部分的船殼版也因撞擊而鬆動。胡德號在直布羅陀稍加維修後，於1935年2月至3月回到樸茨茅斯進行大修。戰鬥巡洋艦分艦隊司令悉尼·貝利（Sidney Bailey）少將，以及胡德號和聲望號的艦長，皆因此事而被送上軍事法庭受審。胡德號艦長陶爾和貝利兩人獲判無罪，聲望號艦長梳布里奇（Sawbridge）則是被解除職務。但海軍部不服判決，指責貝利在演習時的指令模糊不清，並將梳布里奇調回原先崗位。

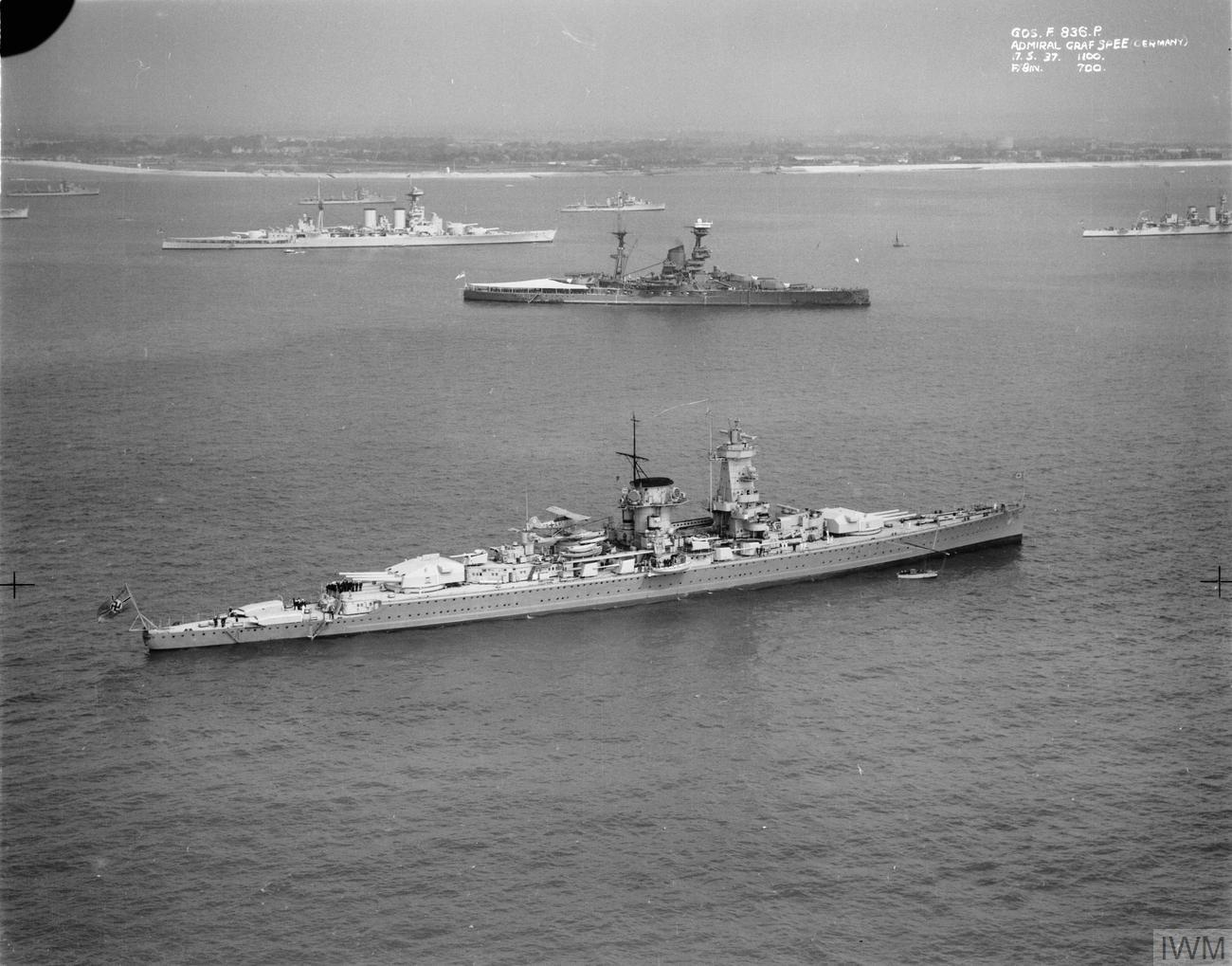
參加1937年5月喬治五世登機銀禧紀念典禮的德國裝甲艦（Panzerschiff）施佩伯爵將軍號（前方）、胡德號（後方）與決心號戰艦（中間）

次年8月，胡德號在斯皮特黑德參加喬治五世登基銀禧紀念觀艦式。胡德號在典禮結束後沒多久，即派遣至地中海艦隊之下，並在10月第二次義大利衣索比亞戰爭爆發後，駐紮於直布羅陀。1936年2月1日，亞瑟·普里德漢上校接掌胡德號指揮權，同年6月26日至10月10日，胡德號返回樸茨茅斯短暫進行整修。西班牙內戰爆發後，胡德號於10月20日正式改隸於地中海艦隊。西班牙國民軍的塞韋拉號巡洋艦曾試圖封鎖畢爾包的港口，而胡德號在1937年4月23日成功護送三艘英國商船進入該地。1937年11至12月，胡德號前往馬爾他島接受改裝，兩管水下魚雷發射管則在此次改裝時移除。1938年9月20日，亞瑟·普里德漢的職務由哈羅德·沃克（Harold Walker）上校接替，而哈羅德則在次年1月，胡德號返回樸茨茅斯進行大修時被解除職務，胡德號的大修工程則持續到8月12日結束。
胡德號原本計畫於1941年接受現代化改造，以達到其他一戰軍艦現代化改造後的水平。在計畫中，改造過後的胡德號，動力部分將換裝更輕的渦輪和鍋爐組，次要武器部分將安裝8座QF 5.25英寸（133）雙聯裝炮塔，和6座8聯裝QF 2磅砰砰炮，5英寸（130）厚的上層裝甲帶列板將被移除，並補強艦上的甲板。甲板上將會安裝一具飛機彈射器，而剩餘的魚雷發射管都將會被拆除。胡德號的司令塔將被拆除，並重建整個艦橋。雖然胡德號幾乎都處於活躍狀態，並成為整個英國皇家海軍中戰力最佳的高速主力艦，但胡德號的船艦狀態也愈加不良，導致她在1930年代中期，不得不進行一次長時間的檢修。而隨著第二次世界大戰的爆發，要把胡德號調離現役已不可行，因此胡德號未能像聲望號戰鬥巡洋艦或伊麗莎白女王級戰列艦一樣，依照計畫接受現代化改造。此時胡德號艦上的冷凝器狀態極差，再加上蒸汽管線嚴重洩漏，從淡水蒸發器輸出的水氣經過冷凝器後，只夠補充鍋爐給水（Boiler feed water），根本無法提供船員清洗東西或盥洗的用水，更甭說在寒天裡給住艙甲板供暖。胡德號的蒸氣產量因為這些問題而降低，以至於胡德號的實際航速低於她的設計船速。

## 第二次世界大戰
1939年5月，歐文·葛藍尼接掌胡德號指揮權，而尚在改裝的胡德號則被派分至本土艦隊旗下的戰鬥巡洋艦分艦隊。次年二戰爆發，胡德號多在冰島與法羅群島附近海域巡邏和保護船團，並攔截德軍的偽裝巡洋艦和試圖突圍進入大西洋的突圍艦。1939年9月25日，本土艦隊出海前往北海中部，護送受損的旗魚號潛艇回航。德軍發現該艦隊後，派出了第26、第30兩隻轟炸聯隊進行攻擊。在這次作戰中，胡德號遭到一枚Ju 88轟炸機投下的250（550磅）炸彈擊中，導致船隻左舷的防魚雷鼓包和艦上的冷凝器受損。1940年初，由於機械設備狀況不佳，導致胡德號的最高航速僅剩26.5節（49.1每小時；30.5英里每小時），於4月4日至6月12日回廠維修。

### 弩砲行動

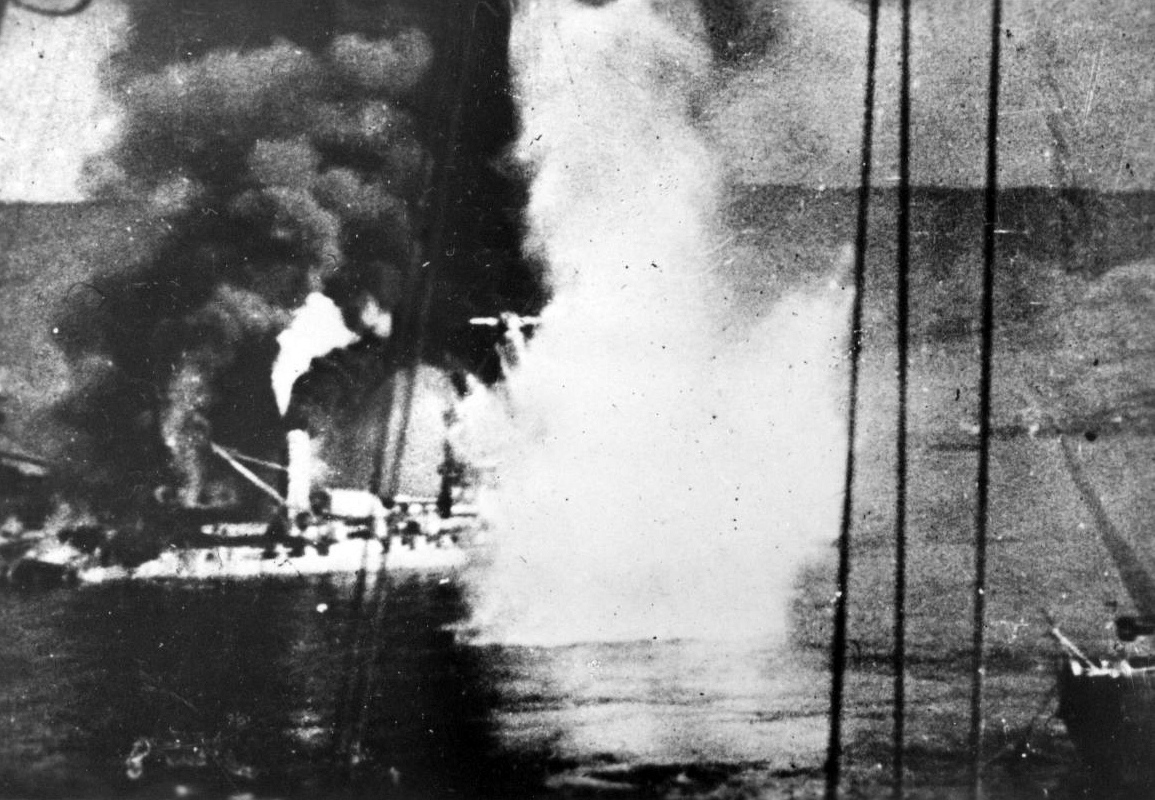
1940年7月3日，遭到胡德號、英勇號戰列艦和決心號戰列艦炮擊起火的法國布列塔尼號戰列艦

1940年6月18日，胡德號與皇家方舟號航空母艦受命前往直布羅陀加入H艦隊，而胡德號在抵達後將成為該艦隊的旗艦。1940年7月，H艦隊在米爾斯克比爾參與殲滅法國軍艦的任務。在法國投降後僅八天，英國海軍部便向奧蘭內的法國艦隊發布最後通牒，要求它們拘留於英國或是中立國港口，以防止它們落入軸心國的掌控。法國拒絕英方的要求後，英國皇家海軍即開始對停泊於港內的法國軍艦開火。胡德號的實際造成損害並不清楚，但能夠確信的是，敦克爾克號戰列艦被胡德號的4枚15英吋炮彈擊中，並被迫擱淺於海岸邊。胡德號在對敦克爾克號開火時形成跨射，炮彈雖未直接命中敦克爾克號，但是炮彈的破片導致敦克爾克號的兩名船員受傷。而敦克爾克號的姊妹艦史特拉斯堡號則成功趁隙逃離港口。胡德號在與林仙号轻巡洋舰和进取号轻巡洋舰追擊史特拉斯堡號时，由于错将殖民地警报舰里戈•德热努伊号认做驱逐舰，为了规避鱼雷攻击而左转规避，導致一具渦輪發動機故障，航速僅剩28節（52每小時；32英里每小時），只能在兩個小時後放棄追擊。

### 返回母國水域
H艦隊的旗艦於6月18日改由聲望號擔任，胡德號則啟程返回斯卡帕灣。9月13日，胡德號在當初建造的乾塢，完成重建渦輪發動機葉片的小整修後，與羅德尼號、納爾遜號戰艦等一干軍艦，前往更好攔截德國艦隊入侵的羅塞斯。德國入侵的疑慮消退後，胡德號回到了護衛船團與防範德軍通商破壞的老崗位。在1940年剩下的時間裡，胡德號曾兩度出戰，第一次是在10月28日，胡德號受命攔截「口袋戰艦」（Pocket battleship）舍爾將軍號，第二次則是在12月24日，胡德號出海尋找希佩爾海軍上將號重巡洋艦的蹤跡，但是胡德號在這兩次任務裡都未能成功找到敵艦。
1941年1月至3月，胡德號進廠維修，但維修後的狀態仍舊不佳。礙於德國主力艦產生的威脅，胡德號必須到後續幾艘英王喬治五世級戰列艦服役後，才有辦法進港大修。拉爾夫·克爾上校在胡德號進行維修時，接掌了胡德號的指揮權，而胡德號在3月中完成維修後便接到命令，出海攔截格奈森瑙號和沙恩霍斯特號等兩艘德國戰艦。任務失敗之後，胡德號受命前往比斯開灣攔截任何試圖從布雷斯特突圍的德艦。4月19日，英國海軍部接到俾斯麥離開德國的錯誤消息後，便下令胡德號前往挪威海。之後，胡德號便待在北大西洋巡弋，直到5月6日回到斯卡帕灣。

### 丹麥海峽海戰

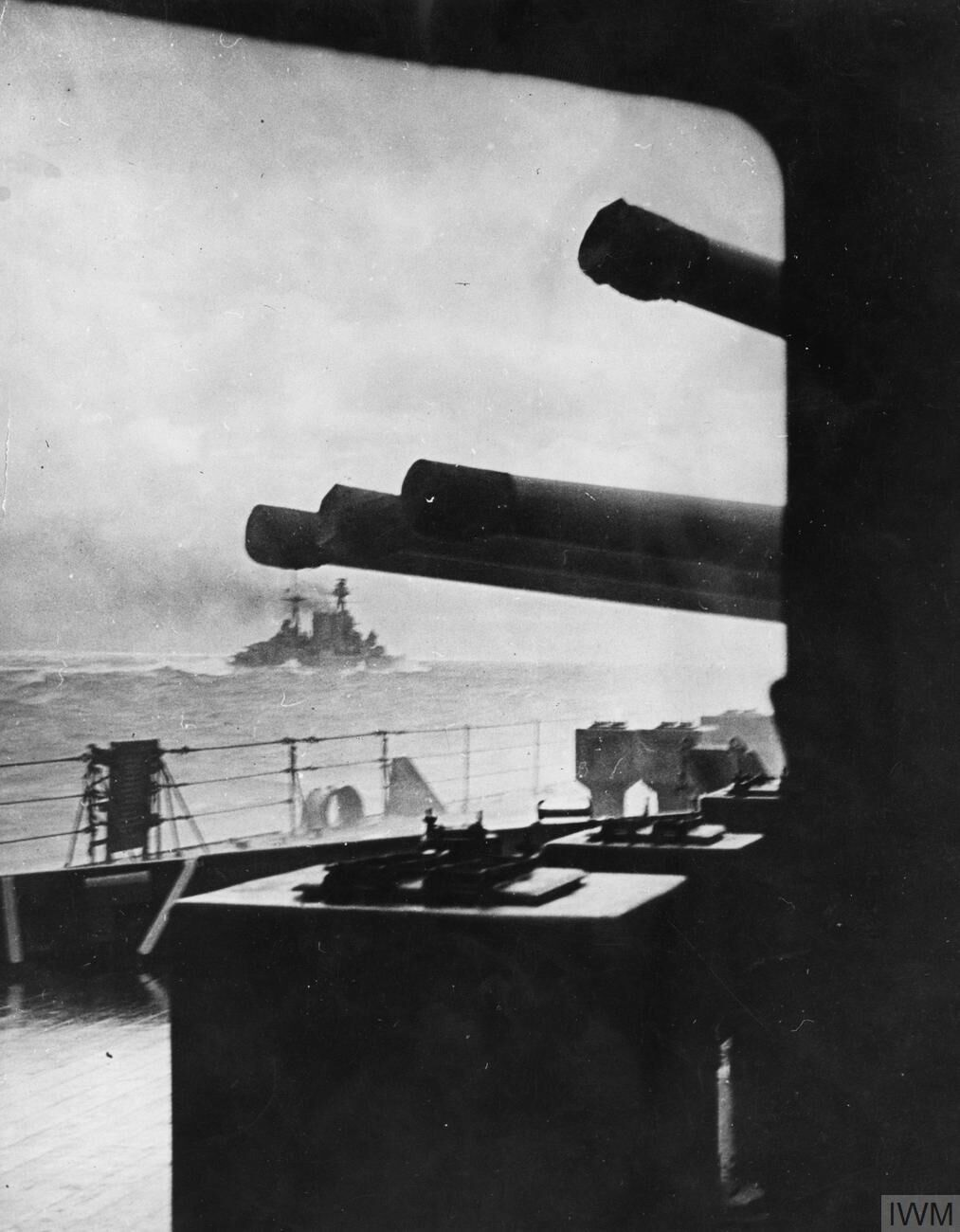
胡德号最後一張照片，從威尔士亲王号上攝得

俾斯麥號於1941年5月時，試圖突破封鎖進入大西洋，胡德號則和新入役的威爾士親王號戰列艦一起，與其他英國主力艦們出海攔截，防止德艦突入大西洋並攻擊盟軍運輸船隊。胡德號由拉爾夫·克爾上校指揮，同時也是艦隊司令蘭斯洛特·霍蘭德海軍中將的座艦。英國的諾福克號和薩福克號重巡洋艦在5月23日發現德艦後，次日，霍蘭德的艦隊便在格陵蘭島與冰島間的丹麥海峽，與俾斯麥號以及其僚艦歐根親王號重巡洋艦相遇。
英國艦隊於上午5點37分發現德艦（英國艦隊的鐘比當地時間早4個小時，實際上在發現德艦時，天才剛亮），然而德艦透過歐根親王號的水中聽音器，發現東南方有高速運轉的螺旋槳音，早就知道英國艦隊的存在。上午5點52分，胡德號向領頭的歐根親王號開火，俾斯麥號與歐根親王號則於3分鐘後開始反擊，兩艦的開火目標皆為胡德號。歐根親王號似乎是第一個在戰鬥中擊中敵方的船艦，她的一發炮彈命中胡德號煙囪中間的甲板，點燃置放於甲板上的防空炮與UP火箭彈發射器備彈，轉瞬間便引發大火。

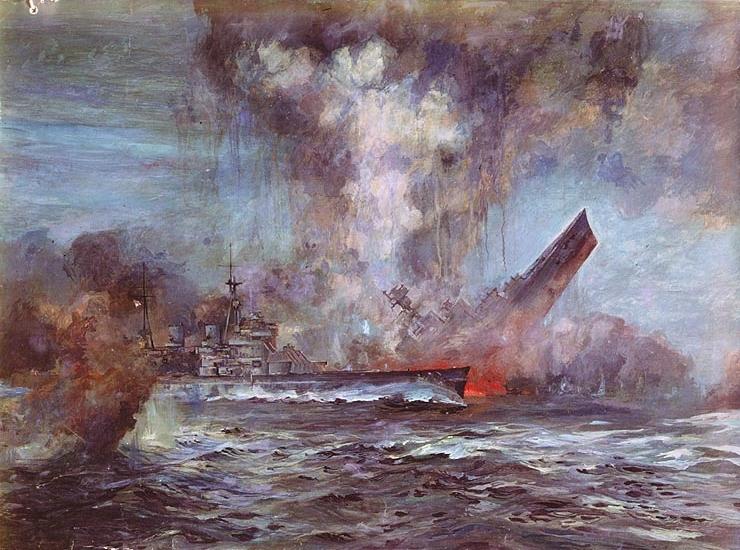
J·C·史密特-威斯特霍爾特（J.C. Schmitz-Westerholt）的畫作，畫中的胡德號自船尾開始下沉，位於胡德號前方的則是威爾斯親王號

在快要6點的時候，胡德號往左轉向了20°，藉此讓後炮塔能夠進行射擊。就在此時，俾斯麥號進行了第五次齊射，並且至少有一發炮彈從大約16,650（18,210碼）外的位置，擊中胡德號的小艇甲板（Boat deck）。一枚炮彈先是命中胡德號的瞭望塔，導致瞭望塔的主體以及碎片砸向小艇甲板，接著便是一道火焰從胡德號主桅附近向上衝出。三分鐘後，胡德號以近乎垂直的方式，自船尾迅速沉沒。英國皇家海軍歷史局內藏有一幅由胡德號倖存者所繪製的素描，上面將胡德號沉沒的位置標記為63°20′N 31°50′W / 63.333°N 31.833°W。結果胡德號上1,418名船員，最後僅有3人存活，分別是二等水兵泰德·布里格斯（1923－2008年）、一等水兵羅伯特·提爾伯恩（Robert Tilburn；1921－1995年），和少尉威廉·約翰·鄧達斯（William John Dundas；1923－1965年），他們三人在胡德號沉沒兩個小時後，被發現胡德號殘骸的厄勒克特拉號驅逐艦救起。

### 沉沒後
胡德號沉沒以後，在德艦集中火力攻擊之下，威爾斯親王號嚴重受損，加上主炮和炮塔發生故障，不得已只能撤出戰鬥。威爾斯親王在戰鬥中，三度命中俾斯麥號，其中一次導致俾斯麥號的燃油大量汙損，迫使其轉向德佔法國進行維修以策安全。俾斯麥號一度脫離英國人的視線，但很快又被發現，並於5月27日沉沒。

胡德號沉沒當天，英國海軍部透過廣播發布了一份新聞稿：「在......任務中，胡德號......的彈藥庫不幸地被炮火擊中而爆炸」。由杰弗里·布萊克主導的調查委員會，在胡德號沉沒不到兩周的時間內，於6月2日提交了調查報告，寫有並支持以下看法：
(c)造成胡德號沉沒的原因，可能是因為胡德號的裝甲，被至少一發自16,500碼 [15,100公尺]內襲來的15英吋炮彈直接擊穿，引爆了艦尾一座或多座的彈藥庫

這個結論受到湯姆·菲力普斯等人的批評，多數原因是報告裡沒有目擊者證詞的文字紀錄。海軍建造總監史丹利·V·古德爵士（Sir Stanley V. Goodall）則提出另一個理論，認為胡德號是因為自己的魚雷發生爆炸而沉沒。為此，海軍少將哈羅德·沃克爵士組織了第二次調查委員會，並於1941年9月提出調查報告。這次調查「比起前次更加深入，向這次災難的176名目擊者進行取證」，並檢驗古德和其他人的理論。結果這次調查的結論，與前次委員會的結論並無二致：
俾斯麥號的15英吋炮彈，直擊胡德號的4英吋或5英吋火炮彈藥庫
，或是擊中這兩個彈藥庫的附近，導致彈藥庫爆炸並使胡德號的艦尾部分斷裂。而最先發生爆炸的，極有可能是4英吋火炮彈藥庫。
兩次調查的結果，都為艦隊指揮官霍蘭德中將脫去了胡德號沉沒的罪責。
為紀念胡德號的亡者或船員的建築設立在英國許多地方。樸茨茅斯海軍紀念館以及漢普郡內，波德雷施洗聖約翰教堂（Church of St John the Baptist）為胡德號建立的小教堂（Chapel）中，都有為胡德號陣亡船員喬治·大衛·斯賓那（George David Spinner）設立的紀念碑。其兄長服役於英國皇家空軍，後於1942年時陣亡，他位於肯特郡迪爾漢密爾頓路公墓中的墓碑上，也寫有紀念喬治的碑文。

## 胡德號沉沒主因的各種理論
胡德號為何沉沒，至今仍無定論。以下為幾個主要的推論：
- 炮彈直接命中了艉部彈藥庫，而這發炮彈絕對來自俾斯麥號，因為胡德號發生爆炸前，歐根親王號早已停止對胡德號開火。起初，官方幾乎立刻接受了這種說法。但是目擊者的證詞（例如威爾斯親王號的艦長約翰·利奇上校，提供給第二次調查委員會的素描）卻使這個推論出現疑點。根據目擊者的說法，導致胡德號沉沒的爆炸，來自艉部彈藥庫前面一段距離的主桅附近。

而第二次委員會的專家證人們則認為，目擊者所看到的，應該是4英吋火炮彈藥庫產生劇烈爆炸或是劇烈燃燒時，從輪機艙的排氣孔冒出。彈藥庫引發的火災必須把4英吋火炮彈藥庫，和15英吋火炮彈藥庫之間的艙壁摧毀掉，最終引發類似日德蘭海戰時發生過的劇烈爆炸。第二次調查委員會最終是採納這個推論。
- 一枚近彈鑽入水中，穿透了胡德號裝甲帶以下的部位，並最終擊中胡德號的某個彈藥庫。然而威爾斯親王號在同一場戰役中，也受到了同樣的攻擊，一枚15英寸炮彈在水下前進大約80英尺（24）後，命中威爾斯親王號水線下28英尺（8.5）的船身部位，穿透數個薄弱的艙壁後便緊靠在魚雷艙壁停下，並沒有產生爆炸。第二次調查委員會認為，假使命中威爾斯親王號的炮彈引信正常運作，炮彈會在擊中船隻之前就被引爆，因此否決了這個推論。作家威廉·尤倫斯（William Jurens）計算，如果俾斯麥號的15英吋炮彈，在距離胡德號20英尺（6.1）左右的地方落下，能夠擊穿胡德號裝甲帶以下的船體，而且在引信正常運作的情況下，炮彈將會在彈藥庫附近引爆[82]。
- 胡德號是被艦上的魚雷給炸沉。根據史丹利·V·古德的推論，胡德號的魚雷可能是被小艇甲板上的猛火引爆，不過更有可能的是被俾斯麥號擊中。魚雷引發的爆炸會先把船側炸開，並破壞船體縱樑的強度，接著海水會從開口處，以將近30節（56每小時）的速度灌入，最後海水灌入所產生的力量，則會把船尾的部分從船艦上扯下[83]。
- 小艇甲板上的火勢延燒到彈藥庫。然而根據第二次調查委員會所獲得的證據表示，胡德號4英吋火炮彈藥補給井道的門，在該次戰役中都是關上的。不過井道或是井道的門也有可能因為敵艦炮彈的關係而打開，導致火焰進入彈藥庫。火焰也可能是透過通風管線進入彈藥庫，又或者根據泰德·布里格斯（英语：Ted Briggs）的說法，火焰也可能是從15吋炮的炮塔進入[84]。
- 存放在彈藥庫外的4英吋彈藥導致爆炸。根據海軍歷史學家安東尼·普雷斯頓（英语：Antony Preston）1979年的著作，胡德號的艉部彈藥庫被「炮座外的4英寸（100）防空炮彈藥所包圍。這些毫無保護的彈藥，不是被小艇甲板上的火勢引爆，就是被俾斯麥號的炮彈命中後殉爆[85]。」
- 胡德號的主炮導致爆炸。第二次委員會的證人表示，胡德號的15英吋主炮開火時出現問題，可能有炮彈在主炮裡被引爆，導致炮塔內部發生爆炸。英國海軍為了避免日德蘭海戰時，軍艦彈藥庫殉爆的慘劇再度發生，而引入了一些安全措施，但是戰鬥的壓力下，這些措施可能並沒有發揮作用[86]。

1987年，尤倫斯在文章裡廣泛的檢閱這些推論後（普雷斯頓的除外），得出的主要結論是，幾乎能夠確認胡德號因為4英吋火炮彈藥庫發生爆炸而沉沒，但引發爆炸的原因有很多種，而尤倫斯自己是把小艇甲板的火災，和胡德號上的魚雷被引爆等，這兩種可能的原因給排除在外。尤倫斯認為大眾印象中，胡德號甲板裝甲被俯射炮彈擊穿的說法並不正確。根據他的計算，胡德號沉沒時，俾斯麥號射向胡德號的15英吋炮彈，落下角度不會超過14°，對當時的德艦的穿透能力來說，很難在這種角度擊穿胡德號的水平裝甲。根據電腦生成的胡德號輪廓圖，如果炮彈以這種角度落下，是無法到達艉部彈藥庫的，甚至連表面的裝甲帶都無法完全穿透。但倘若在沉沒前，胡德號轉彎角度更大的話，她的12英吋裝甲帶是有可能會被擊穿。
在發現胡德號的殘骸之後，對殘骸的調查也證實胡德號艦艉的彈藥庫發生過爆炸。胡德號艉部被發現時，船槳都還在其上，並保持著船艦爆炸時向左轉的方向。而一部分「A」炮塔前方的船首已經消失，不列顛尼亞皇家海軍學院前講師暨歷史學家艾瑞克·格羅夫，以及是次調查的主導者大衛·梅恩斯認為：「在胡德號沉沒前後，船艏內部可能發生爆炸，導致船艏內部嚴重受損」，可能一部分的前15英吋火炮彈藥庫發生過爆炸。
胡德號的右舷「除了防雷鼓包以外幾乎全毀」，有人認為船尾發生大火，並蔓延至右舷的燃料庫。
從胡德號的殘骸上發現的證據，推翻了古德關於魚雷爆炸的理論，目擊者在胡德號爆炸前，看見自4英吋火炮彈藥庫排出東西的證詞，也與胡德號被自己火炮炸毀的理論相互牴觸。而其他的推論目前仍具有一定的可能性。
尤倫斯、威廉·加茲克（William Garzke）和小羅伯特·O·杜林（Robert O. Dulin Jr.）等人於2019年發表的俾斯麥號服役歷史研究中，認為俾斯麥號的380毫米炮彈擊穿了胡德號甲板，並在胡德號後段的102毫米火炮彈藥庫中爆炸，引燃彈藥庫中作為推進藥的線狀無煙火藥，接著引燃旁邊381毫米火炮彈藥庫裡的推進火藥。因大火而快速產生的燃燒氣體，破壞了胡德號的船隻構造，透過輪機室的排氣口往上、船頭，以及船隻的側面衝出，掀飛了船尾兩座主炮塔，並導致船尾從船隻後面的裝甲艙壁處脫離船隻主體。

## 後續考察
2001年，英國第四台委託海洋學家大衛·梅恩斯和他的藍水打撈公司（Blue Water Recoveries），在尋找胡德號殘骸的同時，盡可能地拍攝胡德號和俾斯麦号战列舰的水下鏡頭，以用於兩艦交戰60週年時播出的重大事件紀錄片之中。這也是首次有人試著找出胡德號的沉沒之地。梅恩斯為了找出胡德號的位置，在過去的六年裡一直在私下研究胡德號的命運，也獲得了英國皇家海軍、胡德號協會（HMS Hood Association）、其他退伍軍人團體，以及胡德號船員最後倖存者泰德·布里格斯的支持。
而人員和裝備必須在四個月內準備完成，這樣才能在北大西洋海象平穩時進行調查。調查隊的組成非常複雜，不只有紀錄片拍攝小組和他們的拍攝器具，以及在調查期間進行衛星直播的新聞記者，調查隊也打算使用遙控潛水器，直接在第四台的網站上進行線上直播。
結束俾斯麥號的攝影後，梅恩斯與他的團隊開始在600平方海哩（2,100平方）的搜索區內尋找胡德號，他們估計要調查整個搜索區得花上六天。搜查隊首先對梅恩斯認為胡德號可能所在的位置進行調查，並在開始調查後的第39個小時，透過側掃聲納發現了胡德號的遺骸。
胡德號的殘骸位於2,800（9,200英尺）深的海床上，主要分布在東、西兩個區域。東側的殘骸區有彈藥庫殉爆後留存下來的一小部分船尾和船首，以及螺旋槳等等較小的殘骸，西側則有胡德號的4吋炮指揮儀，裝甲厚實的司令塔則在距離殘骸主體一段距離的地方。胡德號舯部是尚存最大的殘骸，傾倒在東側殘骸區南邊的一個大型撞擊坑裡。在舯部右舷，燃料庫內牆以外的部位盡數消失，船殼則是向外捲曲，說明該處曾發生過爆炸。
彈藥庫以及炮塔殘骸所在的幾個小型殘骸區，被認為是來自爆炸中全毀的胡德號船身後段。「A」炮塔以前的船首結構與船體分離，代表該區域可能也發生過爆炸。其他研究者認為，所謂胡德號沉沒前的最後一次齊射，不過是前彈藥庫殉爆時的火焰所造成的錯覺。位於裝甲隔艙前的部位可能在胡德號沉沒時發生內爆，導致船首從最後幾次整修時移除的魚雷艙斷裂。
但是負責調查的梅恩斯和懷特（White）兩人認為，船艏斷裂的原因並不像是內爆造成，因為以規模來說太小，而且也無法解釋該區域的船殼為何會朝向外側。比爾·尤倫斯（Bill Jurens）指出，船艏斷裂處位於船身前段的橫向裝甲艙壁前方，而該處也沒有彈藥庫或是類似的設施，認為是船尾在下沉時將船頭垂直舉起，造成的壓力導致船艏斷裂。此外，船殼現在朝向的位置也不一定是事發時的樣子。
目前，胡德號船骸前段向左舷傾倒、舯部則是整個翻覆，而後段則是以某種角度從海床上立起。胡德號的螺旋槳固定在向左舷20°轉向的位置，證實在後彈藥庫殉爆時，胡德號正向左轉向，來讓後方「X」、「Y」砲塔能夠瞄向德艦。
2002年，英國政府將胡德號沉沒地設為戰爭墓園，而胡德號的殘骸則受到1986年軍事遺跡保護法保護。

### 胡德號尚存的物品
胡德號沉沒時搭載的部分物件依然保留至今。一塊胡德號救生艇的橫梁於挪威被發現，目前收藏於倫敦的國立海事博物館。1942年4月，即丹麥海峽戰役後近一年，胡德號上一個裝有行政文件的金屬容器在挪威的塞尼亞島被發現，目前容器及其內容物已經佚失，僅有該容器的蓋子倖存下來，並於1981年交由英國皇家海軍陸上機構百夫長大樓收藏。
其他胡德號尚存的物品，大多是沉沒前便已從船上移走：

#### 艦鐘

胡德號的艦鐘

2012年，英國政府許可梅恩斯重返胡德號沉沒地，將胡德號其中之一的艦鐘，從船骸一段距離外的開闊殘骸區打撈上岸。並且在胡德號協會的支持下，梅恩斯計畫將打撈起來的艦鐘，交給整修過後的樸茨茅斯國立皇家海軍博物館，成為官方首座胡德號陣亡船員永久紀念碑的一部分
調查隊在打撈艦鐘的同時，利用2001年時無法使用的技術，再次對胡德號進行探勘和攝影。調查隊的打撈工作如往常一般，同樣受到「只能看不能碰」（Look-but-don't-touch）政策的限制。保羅·艾倫資助了第一次的艦鐘打撈工作，並提供調查隊使用其所有的八爪魚號，但這次打撈工作因為天候不佳，不得不在工作開展十天後中止。2015年8月7日，調查隊成功將胡德號的艦鐘打撈上岸，並在交涉作業完成後，胡德號的艦鐘終於在2016年5月展示於博物館中。
被打撈上岸的艦鐘，也曾使用在同名的胡德號前無畏艦。在將這枚艦鐘安裝到新的胡德號戰列巡洋艦時，它的下緣以及側面分別刻有兩段銘文，位於下緣的銘文寫道：「本鐘乃由1916年5月31日於日德蘭海戰中陣亡，已故海軍少將尊敬的賀拉斯·胡德爵士，自服役於1891年至1914年間的胡德號戰艦上所保存下來。」而位於側面的銘文則寫道：「遵照胡德女士的願望，此鐘獻給其於1918年8月22日主持下水的胡德號戰鬥巡洋艦，以此紀念其丈夫。」而這枚艦鐘的頂部及其內部，都還留有非常鮮豔的皇室藍油漆。

#### 5.5英寸副砲
胡德號在1935年整修時，移除了兩門5.5英吋艦炮，後來這兩門火砲在1941年時，安裝到阿森松島喬治敦主城鎮及港口附近山丘上的岸防砲塔中。目前該地僅剩下炮塔結構，火炮已由英國皇家空軍收藏。
這座炮塔唯一的作戰紀錄，僅有在1941年12月9日時，對浮出水面並試圖攻擊喬治敦海底電報站跟停泊船隻U-124號潛艇開火。此次開火並未取得命中，但也迫使U-124號潛艇緊急下潛並撤退。

#### 船槳碎片

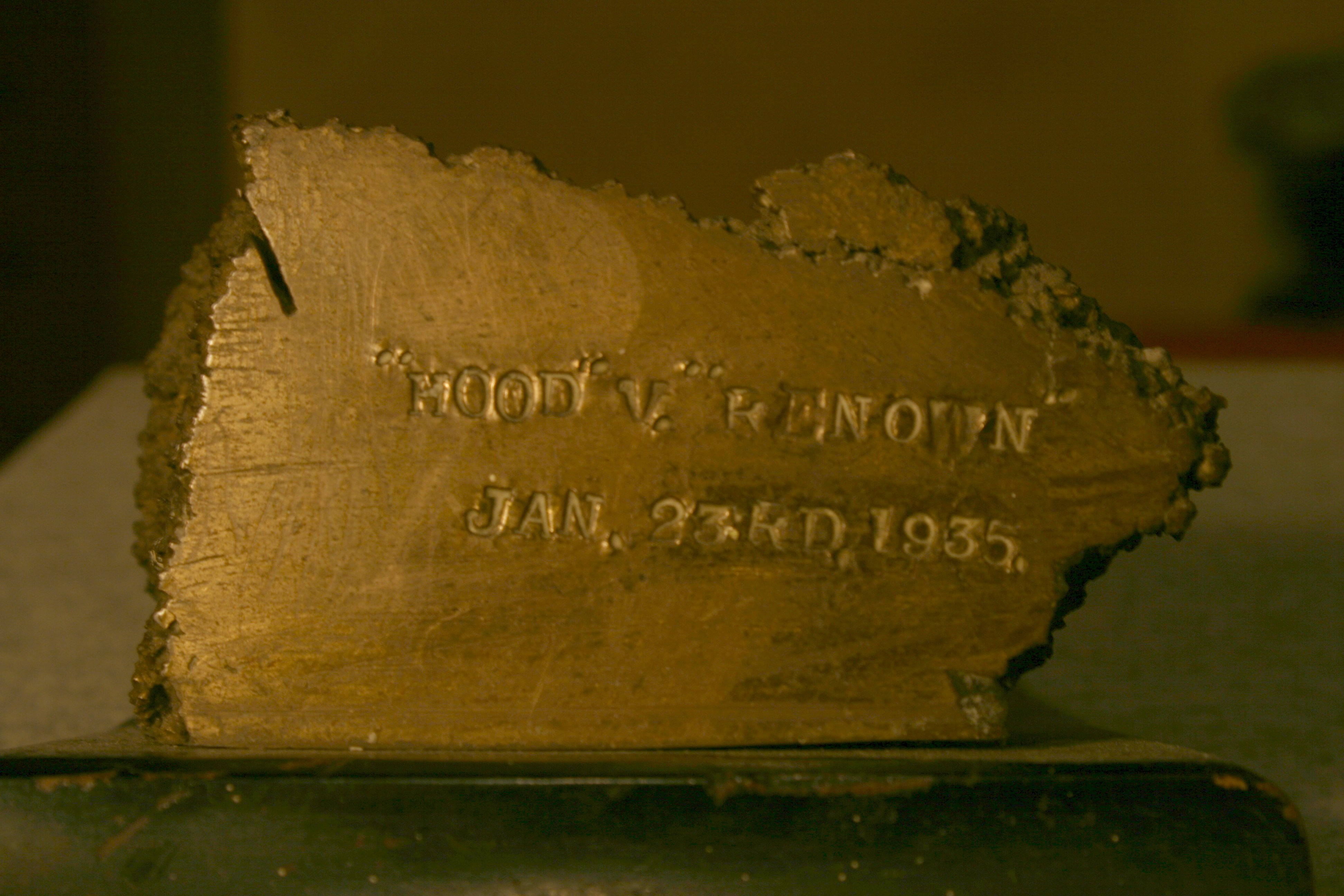
私人收藏的胡德號船槳碎片

胡德號在1935年1月23日於西班牙外海進行演習時，與聲望號戰鬥巡洋艦發生碰撞，胡德號的一塊船槳碎片卡進了聲望號的船首裡。聲望號進入乾塢維修時，將船槳碎片從底艙區域取了出來。有的碎片被船塢工人收藏了起來，一個被刻上了：「 "Hood" v "Renown" Jan. 23rd. 1935」（胡德號對聲望號，1935年1月23日）的字樣，另一塊則被刻有：「"Hood V Renown off Arosa 23–1–35" 」（胡德號對聲望號，1935年1月23日阿羅沙外海）。目前已知的船槳碎片，一塊為私人收藏，另一塊則由胡德家族於2006年贈與胡德號協會。

## 性能数据
- 排水量：41200吨（輕載），改裝後輕載排水量43350噸（1940年）/47430吨（满载），改装后最大排水量49133吨（1940年）
- 尺度：全长262.3米/水线长259.2米/全宽31.7米/最大吃水10.2米
- 动力：24座锅炉，主机功率(正常)144000马力/(过载)151280马力
- 航速：31节（29节/1941年）；续航力：5950海里/18节
- 武备：8门双联装15英寸/42倍口径主炮；12门140毫米/50倍口径副炮(1940年拆除)；14门102毫米防空炮（1940年），1930年代加装24门40毫米高射炮；4门3磅炮；533毫米鱼雷发射管.
- 装甲：侧舷水线装甲带(最大)305毫米，上部装甲带127毫米，隔舱102-127毫米；主甲板38-76毫米，上甲板76-19毫米；炮塔(正面)381毫米，炮座305毫米；指挥塔 228-254毫米。装甲总重量13550吨
- 舰员：1,341-1,421人

## 資料來源和註解

### 註解
1. ↑  根據約翰·利奇上校的說法：「......在我發現（胡德號被擊中）後一兩秒，胡德號便發生爆炸[69]」

### 資料來源
1. ↑  Taylor, p. 15
2. ↑  . HMS Hood Association.   [2010-09-21]. （原始内容存档于2019-04-23）.
3. ↑  Roberts 1997, pp. 60–61
4. 1 2 3 4 5  Raven and Roberts, p. 67
5. ↑  Taylor, pp. 92, 94
6. ↑  Taylor, p. 92
7. ↑  Taylor, p. 123
8. ↑  Taylor, p. 231
9. ↑  Campbell, pp. 25–28
10. ↑  Roberts 1997, p. 89
11. 1 2 3  Burt, p. 297
12. 1 2  . HMS Hood Association. 2010-04-04  [2013-06-06]. （原始内容存档于2021-05-09）.
13. ↑  Campbell, p. 40
14. ↑  Raven and Roberts, pp. 193, 195
15. ↑  Campbell, p. 56
16. 1 2 3  Raven and Roberts, p. 195
17. ↑  Campbell, pp. 71–74
18. ↑  Campbell, p. 78
19. ↑  Campbell, p. 100
20. ↑  Roberts 2001, pp. 17–18
21. ↑  Raven and Roberts, p. 68
22. ↑  Raven and Roberts, p. 189
23. ↑  Raven and Roberts, pp. 189–195
24. ↑  Burt, p. 308
25. 1 2  Roberts 2001, p. 21
26. ↑  Burt, pp. 297–298
27. ↑  Friedman, pp. 168–169, 171–172
28. ↑  Roberts 1997, p. 113
29. 1 2 3  Burt, p. 299
30. ↑  Raven and Roberts, pp. 68–69
31. ↑  Roberts 1997, p. 111
32. ↑  Taylor, p. 78
33. ↑  Raven and Roberts, pp. 189–191
34. 1 2 3  . HMS Hood Association. 2008-11-30  [2010-07-05]. （原始内容存档于2010-02-19）.
35. ↑  Preston 2002, p. 96
36. ↑  Hone, p. 23
37. ↑  Raven and Roberts, p. 76
38. ↑  Morison and Polmar, pp. 71–72
39. ↑  Raven and Roberts, p. 90
40. ↑  Burt, p. 298
41. ↑  Brown, pp. 170–171
42. ↑  Taylor, pp. 15, 19
43. ↑  Parkes, p. 644
44. ↑  Burt, pp. 295, 303
45. ↑  Taylor, p. 20
46. ↑  Taylor, pp. 234–235
47. ↑  Taylor, pp. 70, 236
48. ↑  Bastock, p. 38
49. ↑  Taylor, pp. 236–238
50. ↑  Taylor, pp. 237–238
51. ↑  Taylor, pp. 165–166, 167
52. ↑  Burt, pp. 309–310
53. ↑  Taylor, pp. 172–173, 238–240
54. ↑  Raven and Roberts, p. 191
55. ↑  Taylor, p. 240
56. ↑  Raven and Roberts, pp. 195–197
57. ↑  Raven and Roberts, p. 197
58. ↑  Taylor, p. 39
59. ↑  Taylor, pp. 192, 240–241
60. ↑  红鸢. . 海陆空天 惯性世界. 2022, 000 (005): 134.
61. ↑  Taylor, pp. 202–203
62. ↑  Clydebuilt 4:4, HMS Hood
63. ↑  Taylor, pp. 241–242
64. ↑  Stephen, pp. 74–76
65. ↑  Kennedy, pp. 78, 108
66. ↑  Taylor, pp. 218–221
67. 1 2  Jurens, et al., p. 4
68. ↑  Taylor, p. 221
69. ↑  Jurens, p. 131
70. ↑  . HMS Hood Association.   [2013-06-06]. （原始内容存档于2019-04-23）.
71. ↑  Taylor, p. 224
72. ↑  Stephen, pp. 81–83, 97
73. ↑  Taylor, p. 226
74. ↑  . HMS Hood Association. 2007-03-16  [2011-04-29]. （原始内容存档于2011-09-28）.
75. 1 2  . HMS Hood Association. 16 March 2007  [6 July 2010]. （原始内容存档于2011-05-18）.
76. ↑  Jurens, p. 139
77. ↑  Chesneau, p. 173
78. ↑  . HMS Hood Association.   [2010-09-21]. （原始内容存档于2010-11-26）.
79. ↑  . InPortsmouth.   [2010-09-21]. （原始内容存档于2011-05-15）.
80. ↑  .   [3 July 2010]. （原始内容存档于2012-11-10）.
81. ↑  Jurens 1987, p. 139
82. ↑  Jurens 1987, pp. 147–151
83. ↑  Jurens 1987, p. 152
84. ↑  Jurens 1987, pp. 152–153
85. ↑  Preston 1979, p. 109
86. ↑  Jurens 1987, p. 154
87. ↑  Jurens 1987, pp. 122–161
88. 1 2  . HMS Hood Association.   [2010-09-21]. （原始内容存档于2010-08-26）.
89. ↑  Jurens et al., p. 16
90. ↑  Garzke et al., p. 268
91. 1 2 3  Mearns, p. 75
92. 1 2  Mearns, p. 76
93. 1 2  . BBC News.   [2013-01-06]. （原始内容存档于2012-10-17）.
94. ↑  Mearns and White, pp. 206–207
95. ↑  Chesneau, p. 179
96. ↑  Mearns and White, p. 206
97. ↑  Jurens, et al., p. 15
98. ↑  Chesneau, p. 180
99. ↑  . 皇家議院法案印務局（英语：Queen's Printer）.   [2009-11-20]. （原始内容存档于2008-07-08）.
100. 1 2 3  . HMS Hood Association. 2009-09-13  [2010-07-05]. （原始内容存档于2010-12-06）.
101. ↑  . HMS Hood Association.   [2012-04-15]. （原始内容存档于2016-03-03）.
102. ↑  . HMS Hood Association.   [2012-08-17]. （原始内容存档于2012-08-16）.
103. ↑   (PDF). 英國皇家海軍.   [2012-08-17]. （原始内容 (PDF)存档于2012-08-24）.
104. ↑  . BBC News. 2016-05-24  [2017-04-06]. （原始内容存档于2017-04-14）.
105. ↑  . National Museum of the Royal Navy.   [2017-06-21]. （原始内容存档于2017-12-22）.
106. ↑  . Battle Cruiser Hood. Pt. 2. 2016-07-19  [2021-10-26]. （原始内容存档于2017-06-18）.
107. ↑  . uboat.net.   [2010-01-18]. （原始内容存档于2012-03-03）.
108. ↑  Graham Avis. . History of Ascension. Ascension Island Heritage Society. 2002-02-09  [2010-01-18]. （原始内容存档于2008-11-21）.